# Lacinipolia renigera
Lacinipolia renigera là một loài bướm đêm trong họ Noctuidae.

## Hình ảnh

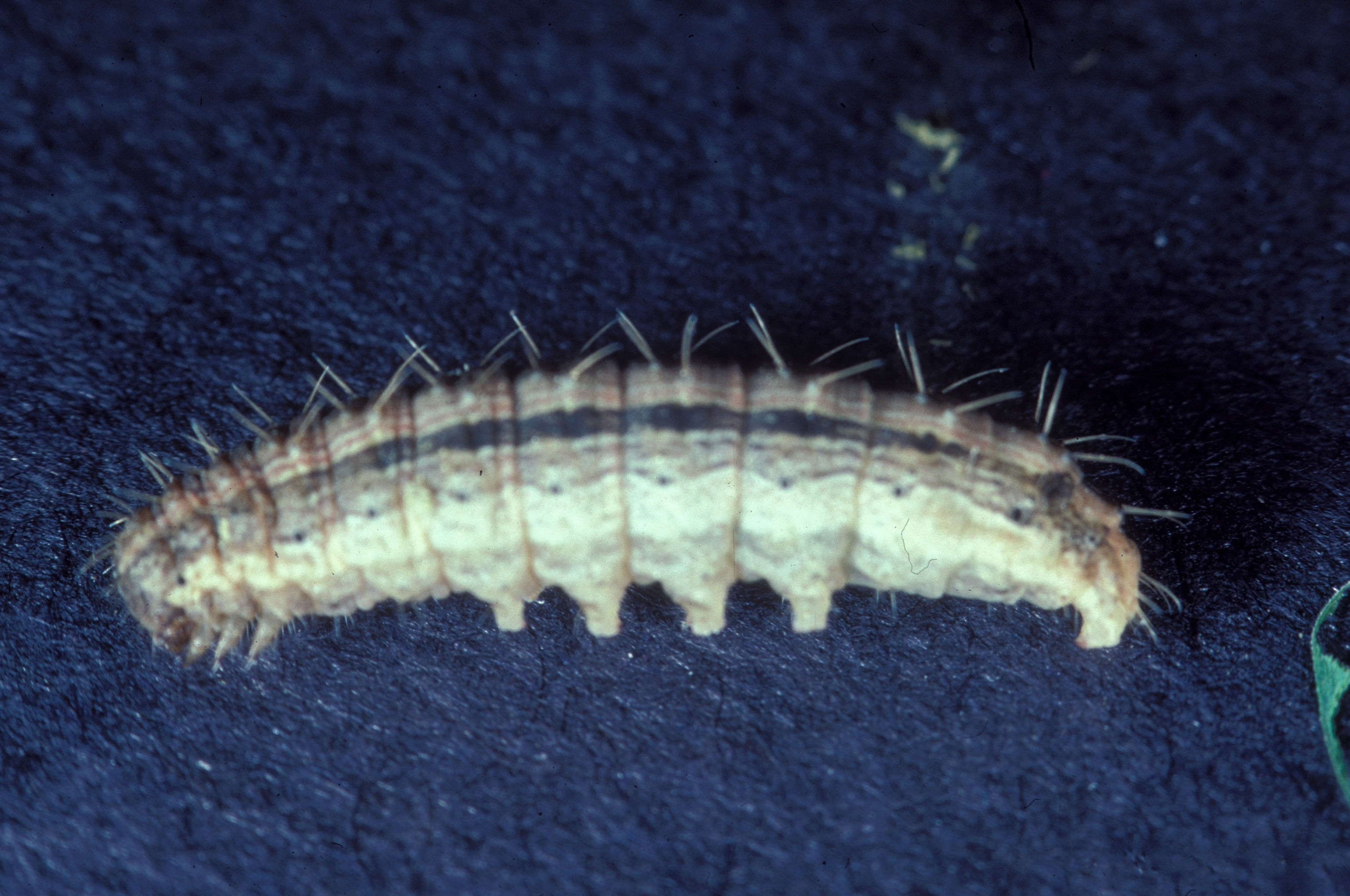
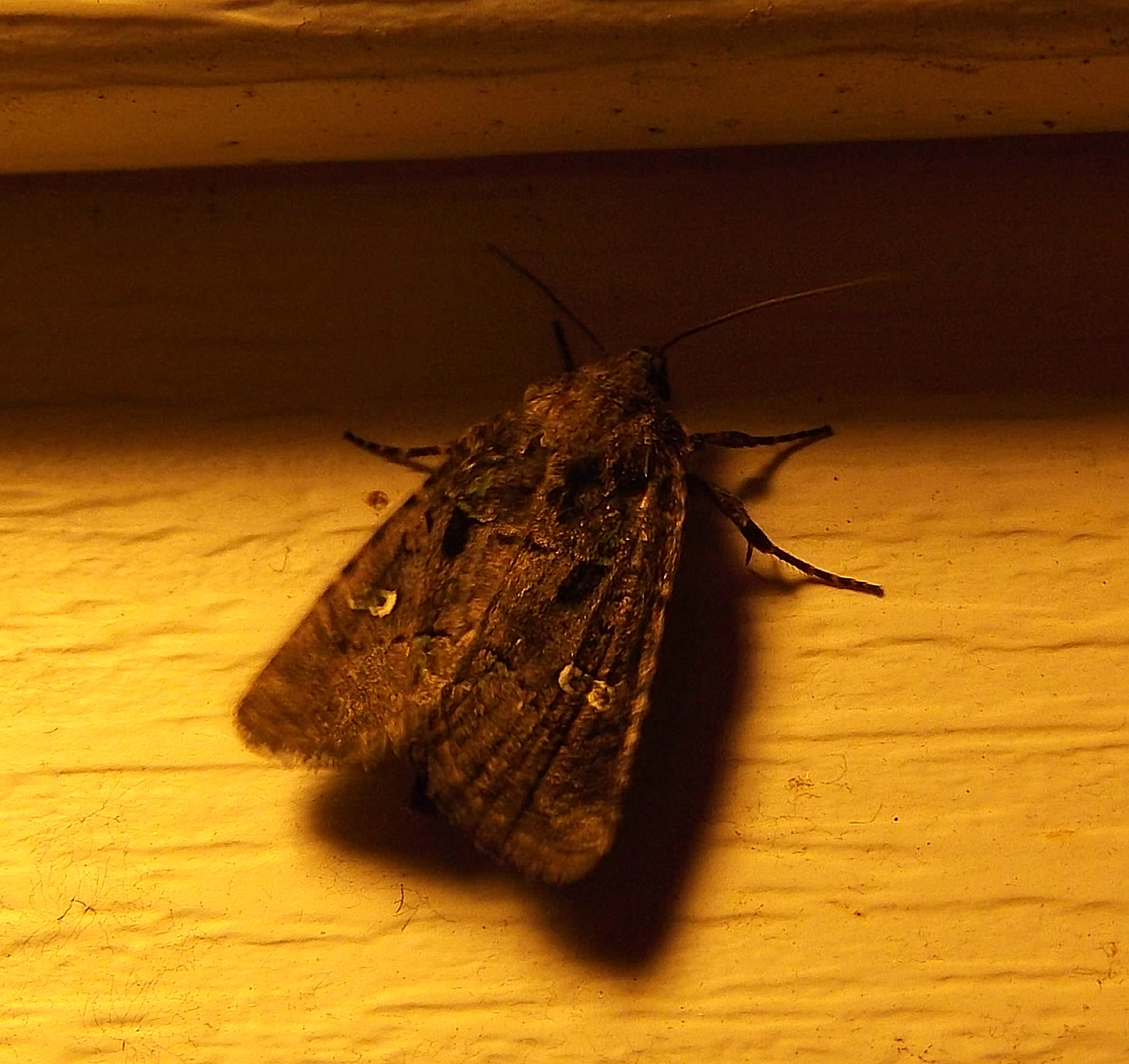
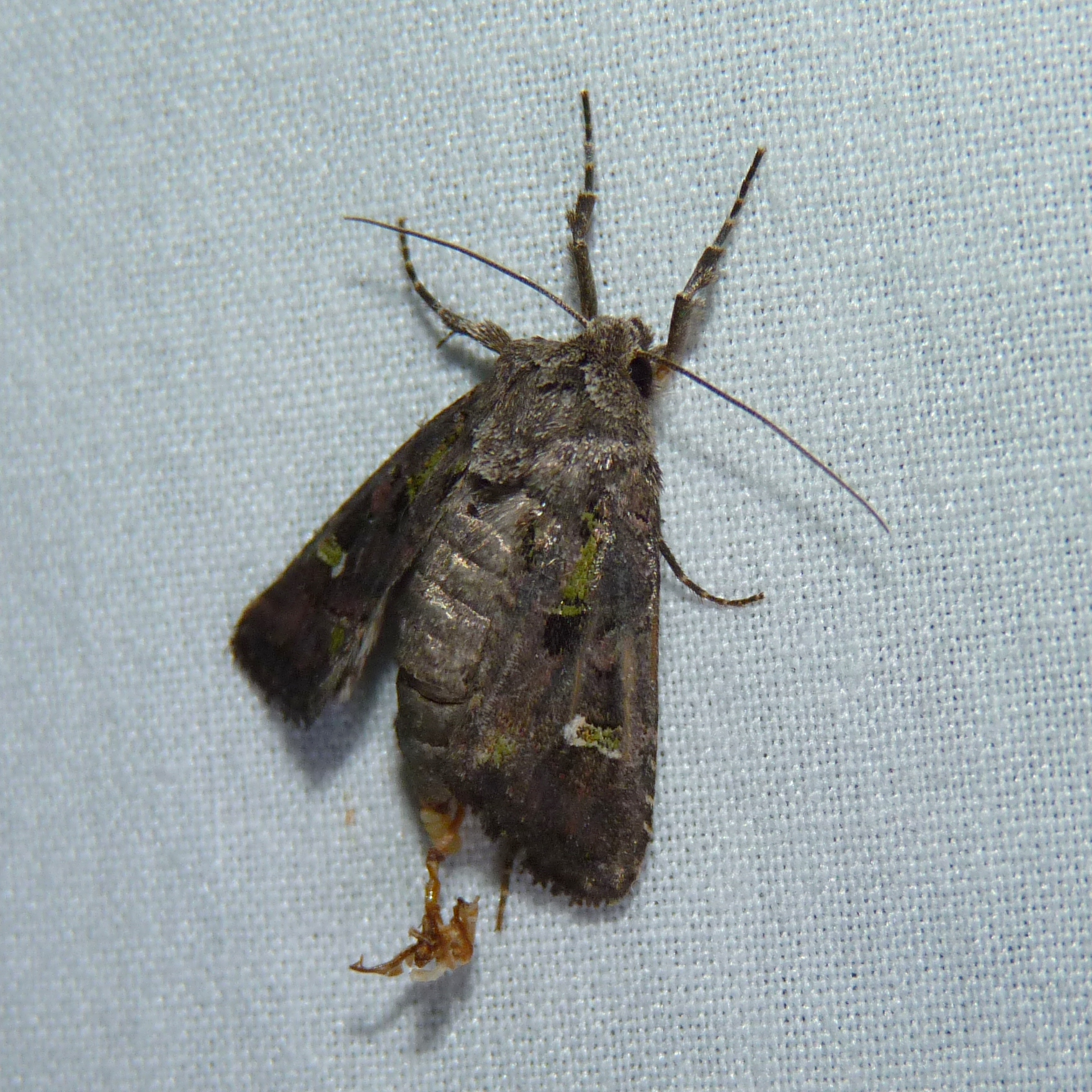
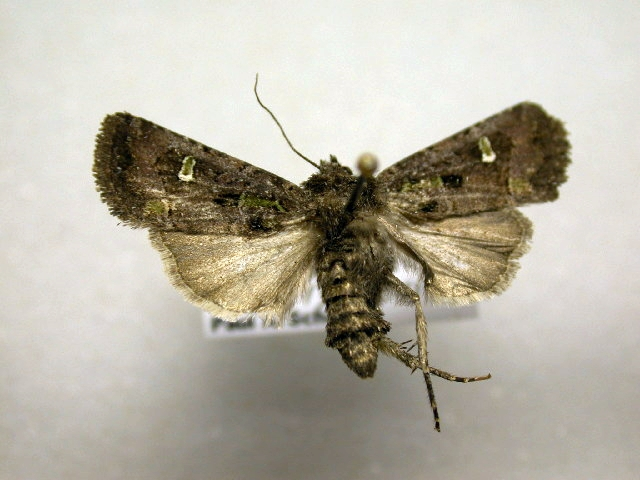